# Brachypalpus chrysites
Brachypalpus chrysites är en tvåvingeart som beskrevs av Egger 1859. Brachypalpus chrysites ingår i släktet mulmblomflugor, och familjen blomflugor.
Artens utbredningsområde är Österrike. Inga underarter finns listade i Catalogue of Life.